# 加藤新平
加藤 新平（かとう しんぺい、1912年〈明治45年〉3月29日 - 1999年〈平成11年〉4月2日）は、日本の法学者（法理学・法哲学）。京都大学名誉教授。1983年から日本学士院会員。1971年から1975年まで日本法哲学会理事長。沢内村名誉村民第一号。

## 来歴
＜主な出典：＞
1912年、岩手県和賀郡沢内村生まれ。1927年、宮城県白石中学校（宮城県白石高等学校の前身）4年修了、同年第一高等学校（一高）文科甲類入学。1930年11月、思想事件により一高を中途退学、1932年、第二高等学校文科甲類卒業検定合格。同年4月、京都帝国大学文学部哲学科入学、1933年、同大学法学部入学。1935年、高等試験行政科合格、1936年、同大学法学部卒業、直ちに同法学部助手に任用。
指導教授は、刑法学者の宮本英脩であるが、実質上の師は、1933年に京都大学を退官した恒藤恭であり、恒藤が主宰した関西法理学研究会において法哲学の教授を受けた。助手論文は、「所謂具体的秩序思想に就て──カール・シュミット「法学的思惟の三個の定型」の紹介を中心として」。
太平洋戦争中に、補充兵として陸軍に召集されて満州で兵役従事。ノモンハンで所属部隊は襲撃を受けほぼ全滅するが、加藤は参謀部に連絡派遣されており九死に一生を得た。
1941年京都大学法学部助教授。1949年法学部教授、1957年同大学評議員（任期2年、1971年にも再任）、1969年法学部長を歴任し、1975年定年退官、名誉教授、大阪学院大学教授。1977年京都大学法学博士（博士論文は「価値相対主義」）。1983年12月、日本学士院会員に選定。
1984年、勲二等に叙せられ旭日重光章授受。
1999年4月2日、肺癌のため仙台市青葉区の自宅で死去。享年87歳。

## 著書

### 単著
- 『国家権力の正統性』弘文堂〈近代国家論 第1部 権力〉、1950年5月。 NCID BN01864645。
- 『法学的世界観』有斐閣、1950年10月。 NCID BN08987789。全国書誌番号:51007429。
- 『法思想史』勁草書房〈法学大系〉、1952年5月。 NCID BN10865784。全国書誌番号:52004783。
  - 『法思想史』（改訂版）勁草書房〈法学大系〉、1953年10月。 NCID BN09567483。全国書誌番号:55012543。
- 『法哲学概論』有斐閣〈法律学全集 1〉、1976年2月。 NCID BN0054082X。全国書誌番号:72009669。

### 執筆
- 「価値相対主義」『恒藤先生古稀祝賀記念 法解釈学および法哲学の諸問題』有斐閣、1962年4月、235-295頁。 NCID BN04399202。全国書誌番号:62005678。

### 共編
- 尾高朝雄・峯村光郎・加藤新平 編『法の基本理論』有斐閣〈法哲学講座 第1巻〉、1956年3月。 NCID BN01784182。全国書誌番号:49007978。
- 尾高朝雄・峯村光郎・加藤新平 編『法思想の歴史的展開（I）』有斐閣〈法哲学講座 第2巻〉、1956年10月。 NCID BN01784182。全国書誌番号:49007979。
- 尾高朝雄・峯村光郎・加藤新平 編『法思想の歴史的展開（II）』有斐閣〈法哲学講座 第3巻〉、1956年10月。 NCID BN01784182。全国書誌番号:49007979。
- 尾高朝雄・峯村光郎・加藤新平 編『法思想の歴史的展開（III）』有斐閣〈法哲学講座 第4巻〉、1956年10月。 NCID BN01784149。全国書誌番号:49007980。
- 尾高朝雄・峯村光郎・加藤新平 編『法思想の歴史的展開（IV）』有斐閣〈法哲学講座 第5巻（上）〉、1960年7月。 NCID BN01784149。全国書誌番号:49007981。
- 尾高朝雄・峯村光郎・加藤新平 編『法思想の歴史的展開（V）』有斐閣〈法哲学講座 第5巻（下）〉、1958年1月。 NCID BN01784149。全国書誌番号:49007982。
- 尾高朝雄・峯村光郎・加藤新平 編『現代実定法の基本問題（I，II）』有斐閣〈法哲学講座 第6・7合併巻〉、1961年10月。 NCID BN0208047X。全国書誌番号:49007983。
- 尾高朝雄・峯村光郎・加藤新平 編『現代実定法の基本問題（III）』有斐閣〈法哲学講座 第8巻〉、1956年12月。 NCID BN0208047X。全国書誌番号:49007984。

## 共訳
- 野田又夫 編、加藤新平・三島淑臣 訳「人倫の形而上学「法論」」『カント』中央公論社〈世界の名著 32〉、1972年12月。 NCID BN00530961。全国書誌番号:74005216。
- 清水幾太郎 編、加藤新平・田中成明 訳「法学的思惟の三種類（一九三四年）」『危機の政治理論』ダイヤモンド社〈現代思想 1〉、1973年4月、243-294頁。 NCID BN00626186。全国書誌番号:72004534。

## 論文
- 「法律物神性」『法哲学年報』第1950巻第5号、有斐閣、1950年、55-87頁、CRID 1390282680685488128、doi:10.11205/jalp1948.1950.5_55。
- 「価値相対主義」『法哲学年報』第1961巻第1390282680280765568号、有斐閣、1962年、212-213頁、doi:10.11205/jalp1953.1961.212。
- 「法の概念規定についての若干の論理学的、方法論的考察」『法哲学年報』第1963巻、有斐閣、1963年、1-62頁、CRID 1390282680280607872、doi:10.11205/jalp1953.1963PartI.1。
- 「法哲学の学問的性格・基本任務・諸課題 ―私の法哲学観―」『法哲学年報』第1973巻、有斐閣、1974年、25-70頁、CRID 1390001205302406528、doi:10.11205/jalp1953.1963PartI.1。

## 記念論集
- 加藤新平教授退官記念論文集編集委員会 編『加藤新平教授退官記念 法理学の諸問題』有斐閣、1976年9月。 NCID BN0110004X。全国書誌番号:72005105。